# 双泉 (阿拉巴马州)
双泉（英文：Double Springs），是美国阿拉巴马州的縣治。面积约为4.11平方英里（约合10.64平方公里）。根据2010年美国人口普查，该市有人口1,083人，人口密度为263.57/平方英里（约合101.79/平方公里）。

## 地理
雙泉位於34°9′6″N 87°24′16″W / 34.15167°N 87.40444°W（34.151642, -87.404390）。
根據美國人口普查局的數據，該鎮的總面積為3.9平方英里（10平方）。